# Шексна (Шекснинский район)
Шексна́ — рабочий посёлок в Вологодской области России. Административный центр Шекснинского района Вологодской области.
Население — 16 048 чел. (2023).

## География
Через посёлок проходит железнодорожная дорога (станция Шексна), автомобильное шоссе А114. Расстояние до областного центра — 83 км, до Череповца — 50 км. 
На севере посёлка расположена плотина Шекснинской ГЭС, входящая в систему Волго-Балтийского водного пути.
Посёлок в основном расположен вдоль левого берега реки Шексна. Имеется пристань.

## Этимология
Изначально упоминается в XV веке под названием Усть-Угла, по реке Угла (Югла). В XVI веке в писцовых книгах уже указано как село Никольское. В XIX веке упоминается первоначальное название, но в изменённом виде — село Усть-Угольское. Официально поселение продолжало записываться как село Никольское, пока в 1954 году не было переименовано в рабочий посёлок Шексна по названию одноимённой реки.

## История
Впервые упоминается в грамотах XV веке как «волость Усть-Угла», находившаяся при впадении реки Углы в Шексну. В писцовых книгах XVI в. упоминается уже «село Никольское на реке Угле, а в нём церковь Никола-чудотворец». В XIX веке в некоторых источниках употребляется первоначальное название, хотя и в иной форме: с. Усть-Угольское. Своё нынешнее название Шексна получила в 1954 году, когда в связи с развитием промышленного и жилищного строительства село Никольское было переименовано в рабочий посёлок городского типа.

Молодые крестьянки в районе р. Шексны. Фото С. М. Прокудина-Горского (начало XX века)

В 2000-е годы началось формирование индустриального парка «Шексна». Летом 2010 года был открыт трубопрофильный завод ТПП «Шексна». В декабре 2012 года введён в эксплуатацию биотехнологический завод.

## Население
| 1959    | 1970    | 1979    | 1989    | 2002    | 2009    | 2010    | 2011    | 2012    |
| ------- | ------- | ------- | ------- | ------- | ------- | ------- | ------- | ------- |
| 8197    | ↘8189   | ↗13 179 | ↗15 928 | ↗21 615 | ↗21 744 | ↘16 890 | ↗20 891 | ↗21 029 |
| 2013    | 2014    | 2015    | 2016    | 2017    | 2018    | 2019    | 2020    | 2021    |
| ↗21 068 | ↗21 126 | ↗21 195 | ↘18 881 | ↘18 872 | ↗18 892 | ↘18 760 | ↘18 660 | ↘16 246 |
| 2023    |         |         |         |         |         |         |         |         |
| ↘16 048 |         |         |         |         |         |         |         |         |

Шексна является крупнейшим из населённых пунктов Вологодской области, не имеющих статуса города, и 5-м из всех населённых пунктов области после Череповца, Вологды, Сокола и Великого Устюга. Всего в Вологодской области 15 городов, и 11 из них значительно отстают по численности населения от Шексны.
Национальный состав
По итогам переписи населения 2020 года проживали следующие национальности (национальности менее 0,1 % и другое, см. в сноске к строке «Другие»):
| Национальность | Численность, чел. | Доля     |
| -------------- | ----------------- | -------- |
| Русские        | 14 782            | 90,99 %  |
| Таджики        | 153               | 0,94 %   |
| Армяне         | 130               | 0,80 %   |
| Узбеки         | 62                | 0,38 %   |
| Украинцы       | 44                | 0,27 %   |
| Цыгане         | 33                | 0,20 %   |
| Азербайджанцы  | 28                | 0,17 %   |
| Чеченцы        | 18                | 0,11 %   |
| Другие         | 996               | 6,14 %   |
| Итого          | 16 246            | 100,00 % |

## Топографические карты
- Лист карты O-37-IX Шексна. Масштаб: 1 : 200 000. Состояние местности на 1972-1985 год. Издание 1987 г.

## Климат
| Показатель                                                                                  | Янв.  | Фев.  | Март | Апр. | Май | Июнь | Июль | Авг. | Сен. | Окт. | Нояб. | Дек. | Год |
| ------------------------------------------------------------------------------------------- | ----- | ----- | ---- | ---- | --- | ---- | ---- | ---- | ---- | ---- | ----- | ---- | --- |
| Средняя температура, °C                                                                     | −10,8 | −10,1 | −5,2 | 2,1  | 9,8 | 15,3 | 17,6 | 14,8 | 9,4  | 3,1  | −5,4  | −9,7 | 2,6 |
| Источник: NASA. База данных RETScreen. www.retscreen.net. Дата обращения: 21 сентября 2020. |       |       |      |      |     |      |      |      |      |      |       |      |     |

## Экономика

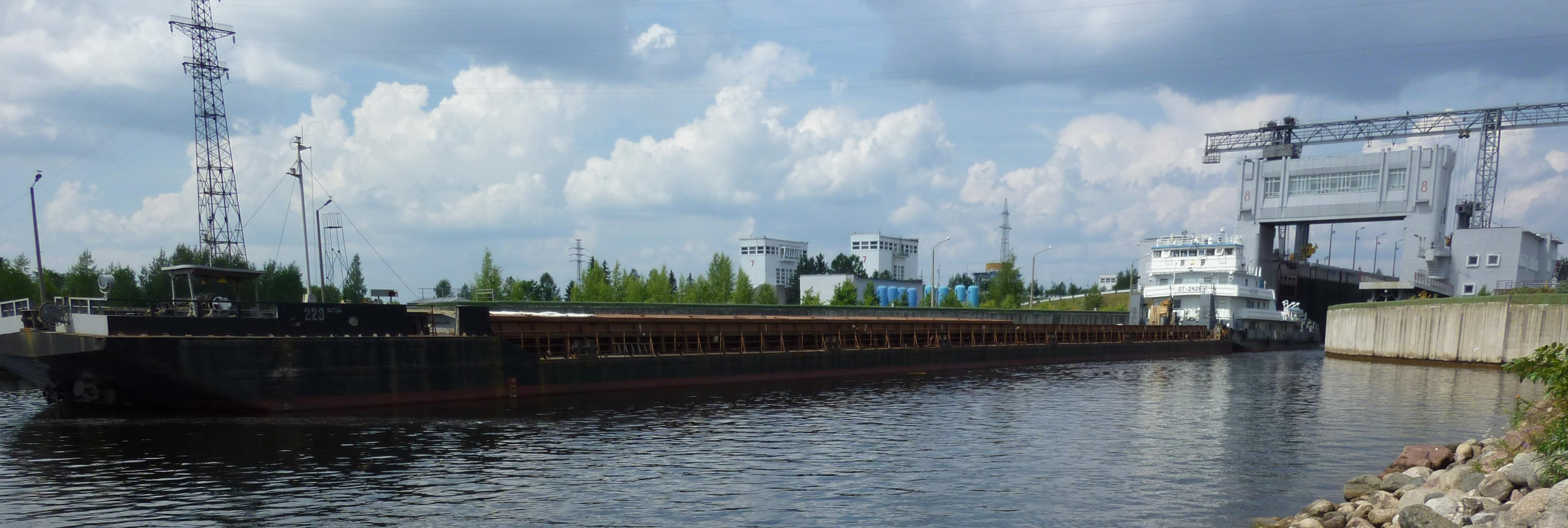
Шекснинский гидроузел

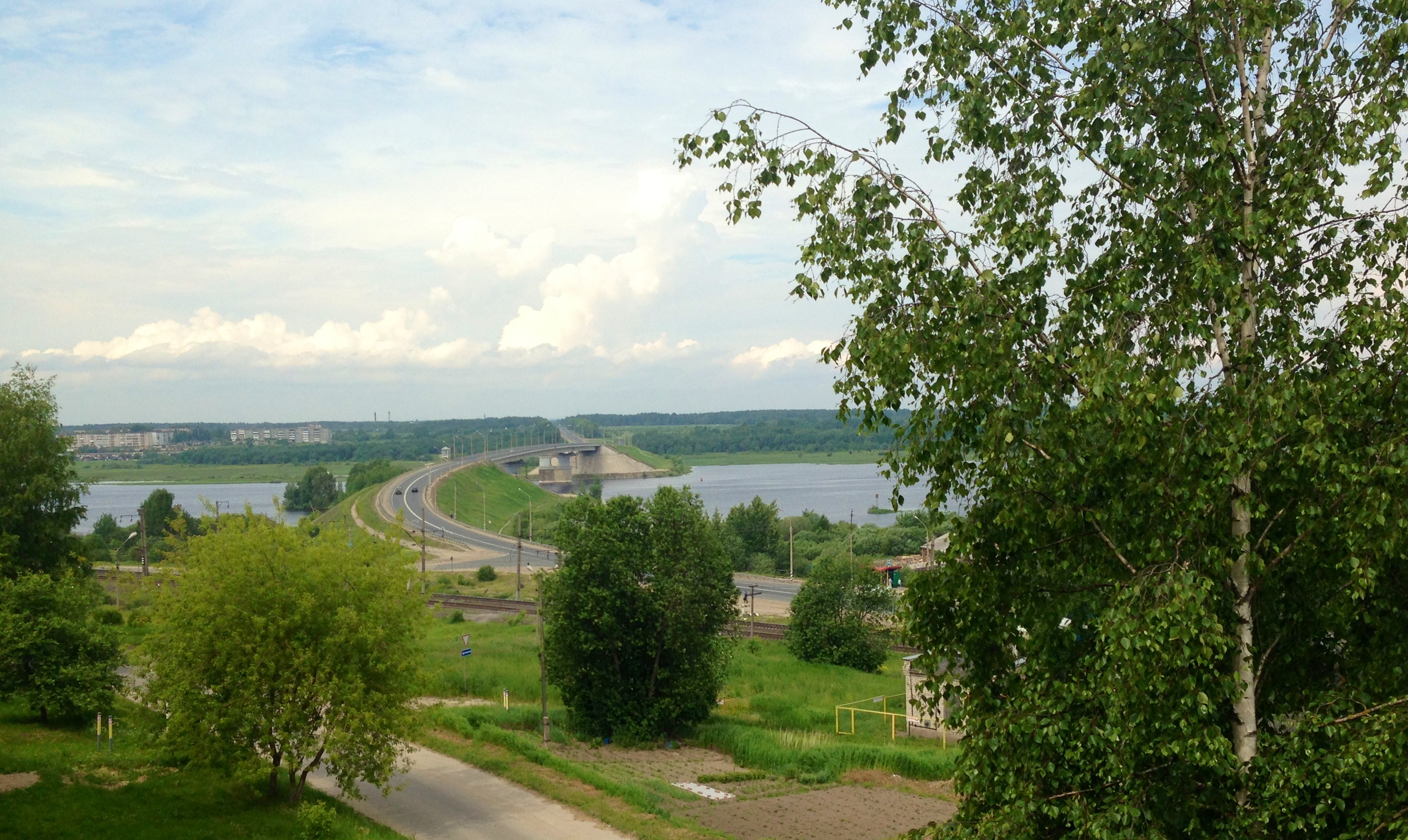
п. Шексна, Вологодская область

В посёлке развиты пищевая и деревообрабатывающая промышленность. Действуют следующие предприятия:
- Комбинат древесных плит
- Комбинат хлебопродуктов
- Райпищекомбинат
- Льнозавод (ликвидирован на основании решения арбитражного суда с 25 ноября 2010 года)
- Предприятие «Коскисилва»
- Маслозавод
- Предприятие «Объединенная домостроительная компания»
- Птицефабрика «Шекснинская»
- Кондитерская фабрика «АтАг»[25][26]
- Шекснинская ГЭС
- КС-21 ООО «Газпром Трансгаз Ухта»
- Металлургический завод «Шексна», принадлежащий ОАО «Северсталь», расположен на территории индустриального парка «Шексна», открыт 4 июня 2010 года[27]. Предприятие выпускает трубы различного профиля, проектная мощность — 250 тыс. т в год[28].

## Образование

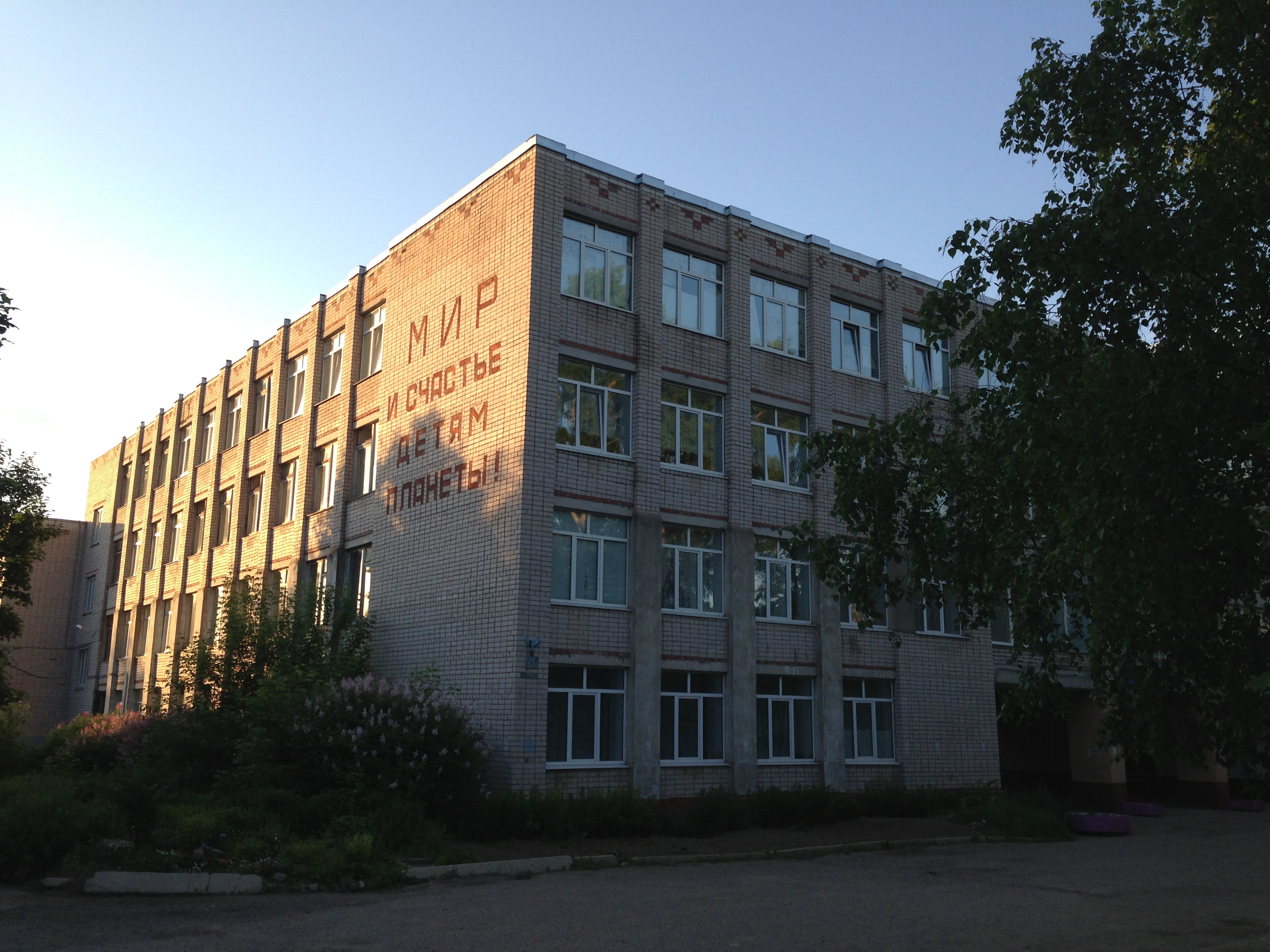
Устье-Угольская средняя общеобразовательная школа

- Школа № 1 имени адмирала Алексея Михайловича Калинина
- Школа-интернат
- Барбачевский детский дом
- Детский сад «Жар-птица»
- Детский сад «Светлячок»
- Детский сад «Сказка»
- Детский сад «Гусельки»
- Дом творчества
- Детская школа искусств
- Спортивная школа
- Специальное учебно-воспитательное учреждение (закрытого типа)
- Филиал Современной гуманитарной академии
- Филиал Череповецкого многопрофильного колледжа

## Достопримечательности

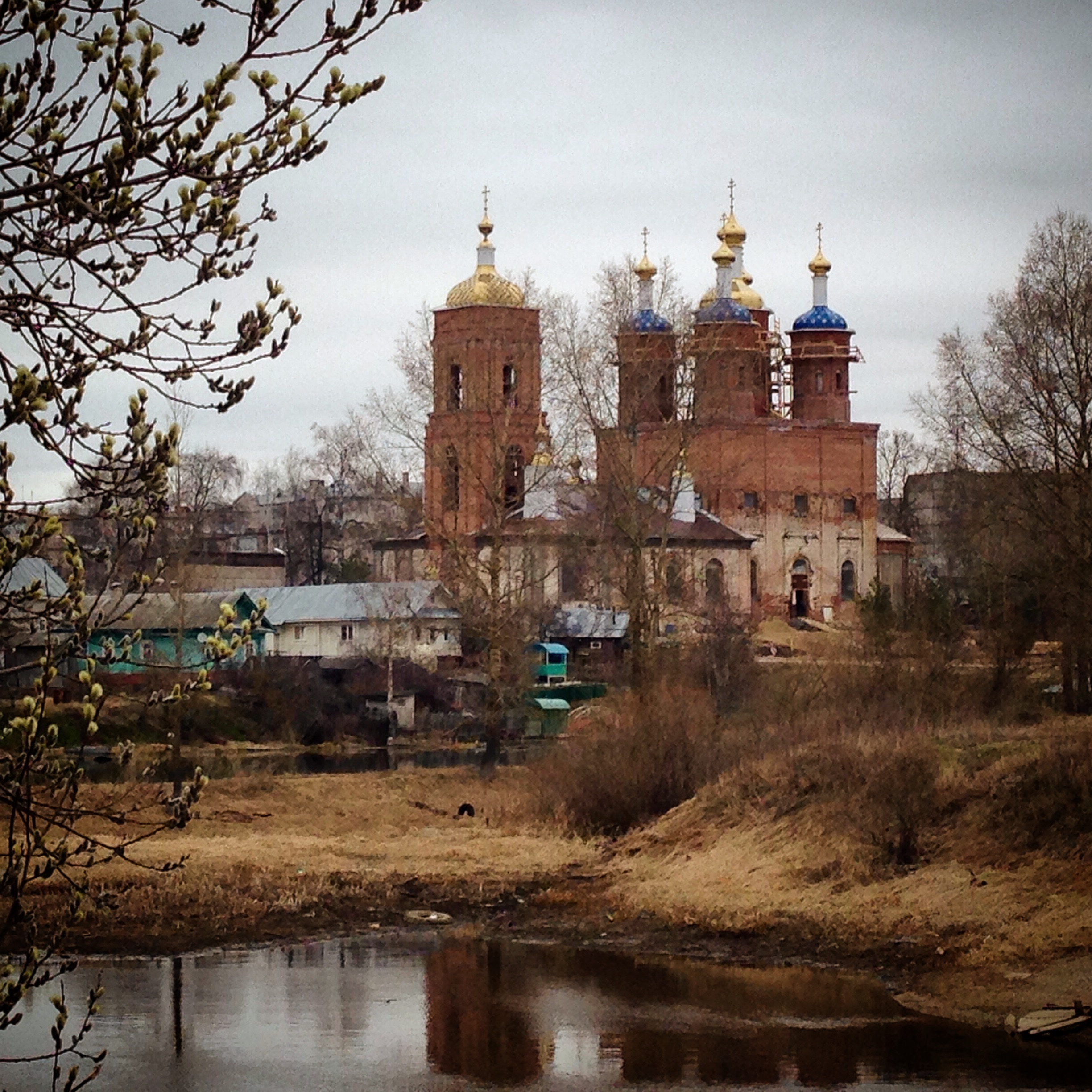
Церковь Казанской иконы Божией Матери

- Гидроузел, состоящий из гидроэлектростанции, водосливной плотины и двух ниток шлюза. Шлюз (№ 7 и № 8) этого гидроузла поднимает суда на высоту более 13 м над уровнем Рыбинского водохранилища.
- Летом в посёлке проходит ярмарка «Шексна и 21 век».
- Причал в Шексне превратят в самую яркую пристань на Волго-Балте. cruiseinform.ru. Дата обращения: 21 сентября 2020.
- Церковь Казанской иконы Божией Матери (Церковь Николая Чудотворца в Устье-Угольском). Построена между 1787 и 1804 гг. Каменная пятипрестольная двухэтажная церковь. Приделы: Казанский, Предтеченский, Златоустовский и Михаила Клопского. В 1936 церковь закрыта, снесена колокольня, в здании храма разместился дом культуры, находившийся там до 1960-х годов. С 2013 года велись работы по восстановлению церкви, 19 августа 2020 года, в праздник Преображения Господня, митрополит Вологодский и Кирилловский Игнатий совершил чин Великого освящения воссозданного храма Казанской иконы Божией Матери в поселке Шексна[29].
- Центр истории и культуры Шекснинского района (ул. Шлюзовая, д. 14)

## Улицы, переулки, проезды
- Комсомольская улица
- Нагорная улица
- Детская улица
- Октябрьская улица
- улица Ленина
- Звёздная улица
- Парковая улица
- улица Мира
- Пионерская улица
- Советская улица
- Исполкомовская улица
- Железнодорожная улица
- Звёздный переулок
- Пролетарская улица
- улица Гагарина
- Льнозаводская улица
- улица Покровского
- Посёлковая улица
- Рабочая улица
- Садовая улица
- Путейская улица
- Шоссейная улица
- Пришекснинская улица
- Промкомбинатовская улица
- Восточная улица
- Зелёная улица
- улица Фёдорова
- улица Труда
- Юбилейная улица
- Первомайская улица
- Шлюзовая улица
- улица Водников
- Причальная улица
- Школьная улица
- Починковская улица
- Комсомольский проезд
- Центральная улица
- улица Сапожникова
- Магистральная улица
- улица Энергетиков
- Заводская улица
- Строительная улица
- Дорожная улица
- улица Искра
- Южная улица
- Береговая

## Муниципальное образование

Городское поселение Шексна на карте района

Посёлок Шексна образует одноимённое муниципальное образование. Код ОКТМО — 19 658 151.
Городское поселение граничит:
- на северо-западе — с рекой Шексной (на другом берегу — Нифантовское сельское поселение),
- на северо-востоке — с Чуровским сельским поселением,
- на востоке и юге — с Никольским сельским поселением.

Органы власти:
- Выборный представительный орган поселения — Совет городского поселения посёлок Шексна состоит из 15 депутатов.
- Глава городского поселения посёлок Шексна — Лужинский Александр Анатольевич.
- Исполнительно-распорядительный орган — Администрация городского поселения рабочий посёлок Шексна.
- Глава администрации городского поселения рабочий посёлок Шексна — Коршунов Сергей Александрович.